# George Evelyn Hutchinson
Pour les articles homonymes, voir Hutchinson.
George Evelyn Hutchinson (1903-1991) est un zoologue anglo-américain célèbre pour ses études pionnières en limnologie et certains essais marquants de l'écologie moderne.

## Biographie
Après une formation à la Gresham's School du Norfolk (Royaume-Uni), c'est à l'université de Yale (États-Unis) qu'il s'établit en tant que professeur. Il supervise alors nombre d'écologues influents tels que Robert MacArthur ou Lawrence B. Slobodkin (en), avec lesquels il participe à la fondation de l'écologie théorique moderne.
En 1957, il propose une définition formelle à la notion de niche écologique (« un hypervolume à n-dimensions, [...] chacune correspondant à un état de l'environnement qui permettrait à une espèce SI d'exister indéfiniment. »).
Il reçoit à titre posthume la National Medal of Science en 1991.

## Ouvrages
- The Clear Mirror (1936)
- The Itinerant Ivory Tower (1953)
- A Preliminary List of the Writings of Rebecca West, 1912–51 (1957)
- A Treatise on Limnology (1957, 1967, 1975, 1993)

Vol I Geography, Physics and Chemistry (1957)
Vol II Introduction to Lake Biology and the Limnoplankton (1967)
Vol III Limnological Botany (1975)
Vol IV The Zoobenthos (1993)
- The Enchanted Voyage (1962)
- The Ecological Theater and the Evolutionary Play (1965)
- An Introduction to Population Ecology (1978)
- The Kindly Fruits of the Earth: Recollections of an Embryo Ecologist (Yale University Press, 1979)